# Anous albivitta
El gaviotín de San Ambrosio (Anous albivitta), también denominado tiñosa gris, es una especie de ave marina de la familia Laridae.

## Características
Su largo es de 30 centímetros y su envergadura de 61 centímetros, su peso es de 75 gramos aproximadamente, se alimenta en aguas poco profundas (pequeños peces y plancton). No se mueve muy lejos de la colonia de crías, ponen un solo huevo y su fecundación se produce a los 32 días. Su color es blanquecino con manchas oscuras.
Habita en las aguas cálidas y subtropicales del océano Pacífico, como lo son isla Lord Howe, isla Norfolk, islas Kermadec, al sur de Tonga, norte de Nueva Zelanda, isla Henderson, isla de Pascua y la isla Salas y Gómez, llegando hasta las islas Desventuradas en América del Sur.

## Subespecies
- A. a. albivitta
- A. a. imitatrix
- A. a. skottsbergii